# Dan Edward Garvey
Dan Edward Garvey, född 19 juni 1886 i Vicksburg, Mississippi, död 5 februari 1974, var en amerikansk politiker (demokrat). Han var den 8:e guvernören i delstaten Arizona 1948-1951.
Garvey arbetade i sin ungdom för Illinois Central Railroad. Han flyttade 1909 till Arizonaterritoriet för att arbeta som bokhållare på järnvägsbolaget Randolph Railroad Co.
Garvey tjänstgjorde som Arizona Secretary of State 1942-1948. Eftersom det inte finns någon viceguvernör i Arizona, efterträdde Garvey Sidney Preston Osborn efter att guvernören avlidit i ämbetet.